# Pisky (hromada Stanysziwka)
Pisky (ukr. Піски) – wieś na Ukrainie, w obwodzie żytomierskim, w rejonie żytomierskim, w hromadzie Stanysziwka. W 2001 liczyła 1469 mieszkańców, spośród których 1401 wskazało jako ojczysty język ukraiński, 53 rosyjski, 4 mołdawski, 2 białoruski, 4 niemiecki, a 5 inny.
Znajduje tu się stacja kolejowa Stanysziwka, położona na linii Fastów – Żytomierz.